# Protonenakzeptor
Ein Protonenakzeptor ist ein chemischer Stoff, der ein Proton von einem Reaktionspartner, dem Protonendonator, übernimmt. So können Säuren als Protonendonatoren und Basen als Protonenakzeptoren auftreten. Der Vorgang der Protonenübertragung wird Protolyse genannt. 
Gibt eine Säure ein Proton ab, wird sie dadurch zum Protonenakzeptor und somit zu einer Base und umgekehrt wird die Base durch Aufnahme eines Protons zu einer Säure. Systeme solcher Art werden auch konjugierte oder korrespondierende Säure-Base-Paare genannt.
Die von Johannes Nicolaus Brønsted und Martin Lowry 1923 eingeführten Begriffe erweiterten die Säure-Base-Definitionen.